# رقابت جهانی خودروهای خورشیدی

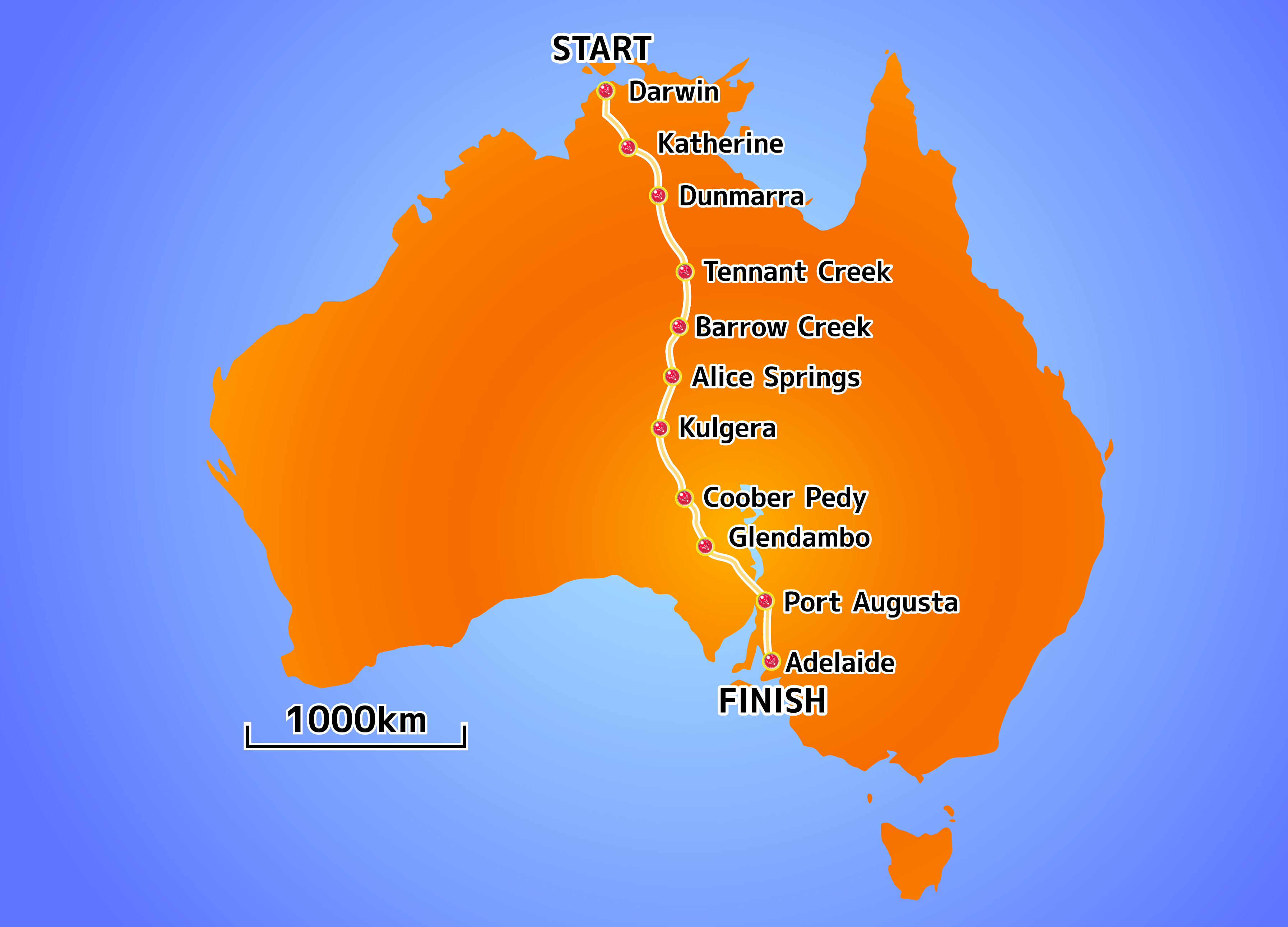
مسیر ۳۰۰۰ کیلومتری چالش جهانی خورشیدی.

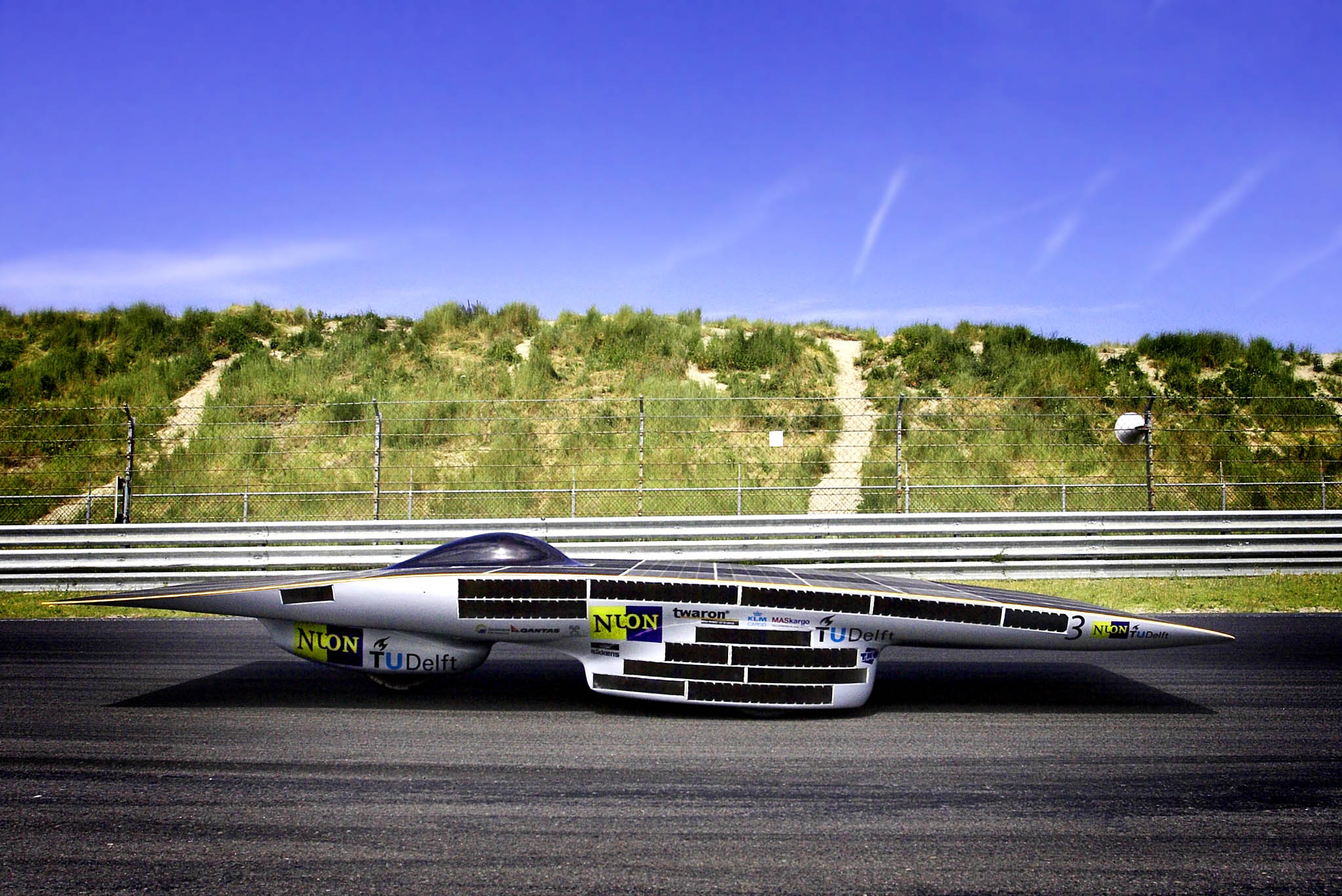
نونا، سه بار از هفت بار مسابقه را پیروز شده‌است، تیم نونا از هلند.

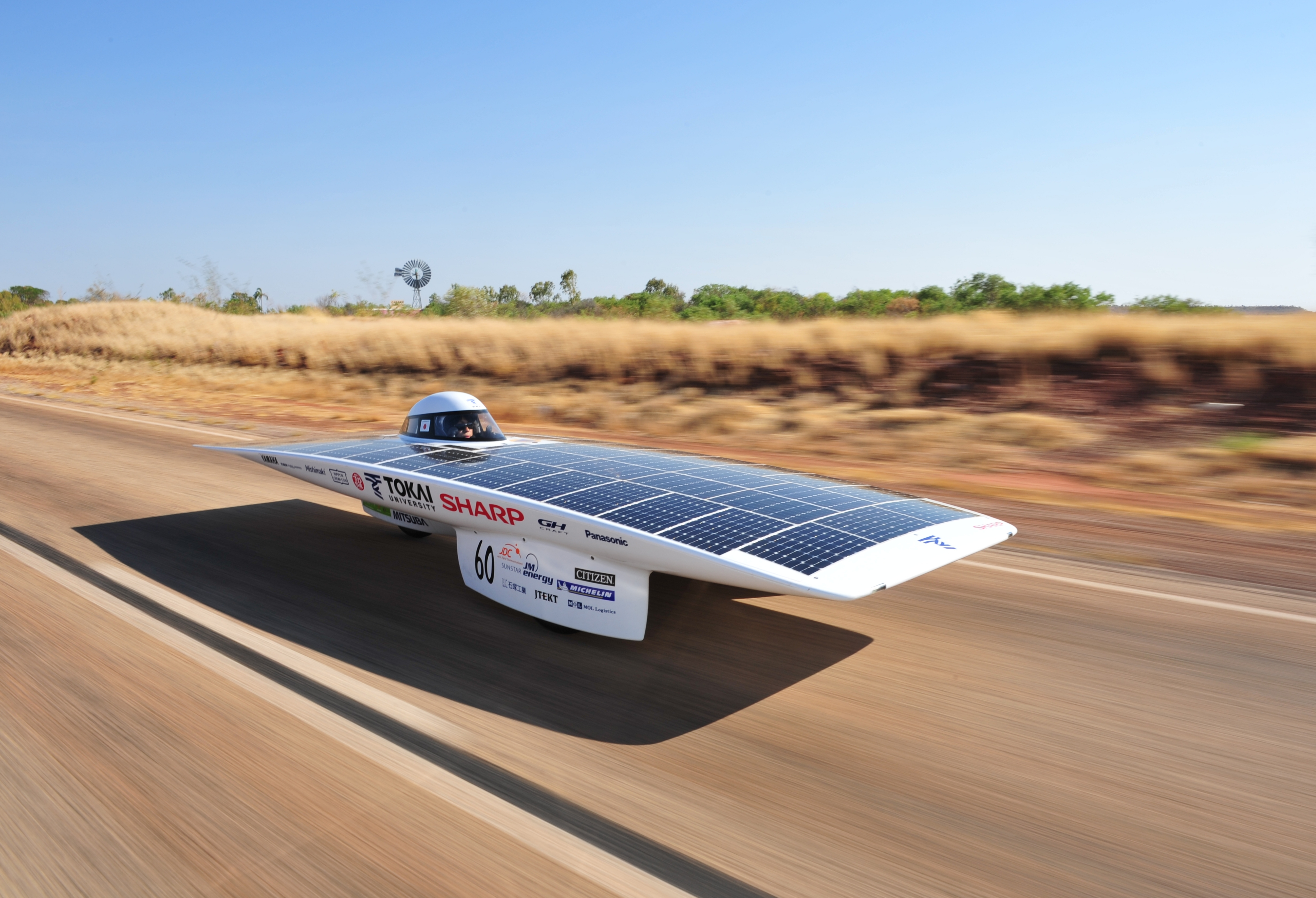
برنده رقابت سبز جهانی در سال۲۰۰۹، «خودروی مسابقه توکای»، تیم اتومبیلرانی خورشیدی از دانشگاه توکای ژاپن

چالش جهانی خورشیدی (WSC) یا رقابت جهانی خودروهای خورشیدی بریجستون از سال ۲۰۱۳، با حمایت مالی و به نام شرکت بریجستون گره خورده‌است.
به استثنای فاصله چهار ساله بین رویدادهای ۲۰۱۹ و ۲۰۲۳، به دلیل لغو مسابقه در سال ۲۰۲۱ توسط دولت استرالیای جنوبی رقابت جهانی خودروهای خورشیدی معمولاً هر دو سال یکبار برگزار می‌شود. این مسیر بیش از ۳٬۰۲۲ کیلومتر (۱٬۸۷۸ مایل) از میان صحرای استرلیا است و شروع مسیر از داروین در سرزمین شمالی تا آدلاید در استرالیای جنوبی می‌باشد. این مسابقه برای گسترش وسایل نقلیه مجهز به انرژی خورشیدیطراحی شده‌است.
WSC تیم‌هایی از سراسر جهان را به خود جذب می‌کند که بیشتر آنها توسط دانشگاه‌ها یا شرکت‌ها حمایت می‌شوند، اگرچه برخی از آنها توسط دبیرستان‌ها به میدان مسابقه آورده شده‌اند. این رقایت یک تاریخچه ۳۲ ساله دارد که شامل پانزده رویداد است و رویداد افتتاحیه آن در سال ۱۹۸۷ برگزار شده‌است. این رقایت که در ابتدا هر سه سال یک بار برگزار می‌شد، از اوایل قرن کنونی دوسالانه برگزار شد.

## هدف، واقعگرایانه
هدف از این رقابت، ترویج نوآوری در خودروهای خورشیدی است. این رقابت طرحی در هسته اصلی خود دارد و هر تیم/اتومبیلی که با موفقیت از خط پایان عبور کند، پبروز میدان در نظر گرفته می‌شود. تیم‌هایی از دانشگاه‌ها و شرکت‌های سرمایه‌گذار ذر این زمینه شرکت می‌کنند. در سال ۲۰۱۵، ۴۳ تیم از ۲۳ کشور در این چالش شرکت کردند.